# Cybergeddon
Cybergeddon est une web-série thriller en coproduction Canada-États-Unis composée de neuf épisodes de 10 à 15 minutes réalisé par Diego Velasco et mise en ligne par Yahoo! du 25 au 27 septembre 2012.

## Synopsis
Chloe Jocelyn est une ancienne hackeuse qui travaille maintenant pour le FBI. Elle est l'une des meilleures à son job et arrive à arrêter Gustov Dobreff, un autre cybercriminel. Il lui promet de se venger.
Un an plus tard, une attaque sur le réseau de contrôle des eaux de Los Angeles incrimine Chloe. Toutes les preuves s'accumulent contre elle. Elle doit s'enfuir pour prouver son innocence.

## Fiche technique
- Titre original : Cybergeddon
- Réalisation : Diego Velasco
- Pays d'origine : États-Unis, Canada
- Langue : anglais
- Format : couleur
- Genre : thriller
- Nombre d'épisodes : 9
- Durée : entre 10/15 minutes
- Dates de sortie : 
  - États-Unis, France (VF) : 25 septembre 2012
  - Québec : 12 mars 2014 sur Ztélé[2]

## Distribution
- Missy Peregrym : Chloe Jocelyn
- Manny Montana : Frank Parker
- Olivier Martinez : Gustov Dobreff
- Kick Gurry : Rabbit Rosen
- Sonja Smits : Amanda Jocelyn
- Christine Horne : Irina
- Alex Mallari Jr. : Winston Chang
- David Bronfman : Ramon
- Elias Edraki : Konrad